# Zuidwest-Saksisch voetbalkampioenschap 1909/10
In 1909/10 werd het vijfde voetbalkampioenschap van Zuidwest-Saksen gespeeld, dat georganiseerd werd door de Midden-Duitse voetbalbond. Germania Mittweida werd kampioen en plaatste zich zo voor de Midden-Duitse eindronde, de club versloeg Cöthener FC 1902 met 4:1 en verloor dan met 4:2 van VfB Leipzig. 

## 1. Klasse
| Plaats | Club                       | Wed. | W | G | V | Saldo | Ptn. |
| ------ | -------------------------- | ---- | - | - | - | ----- | ---- |
| 1.     | FC Germania 1897 Mittweida | 8    | 8 | 0 | 0 | 53:10 | 16:0 |
| 2.     | Chemnitzer BC 1899         | 6    | 4 | 0 | 2 | 22:16 | 8:4  |
| 3.     | FC Sturm 1904 Chemnitz     | 4    | 2 | 0 | 2 | 5:13  | 4:4  |
| 4.     | Mittweidaer BC 1896        | 2    | 0 | 1 | 1 | 3:8   | 1:3  |
| 5.     | Chemnitzer SC 1900         | 2    | 0 | 1 | 1 | 3:14  | 1:3  |
| 6.     | Mittweidaer FC 1899        | 3    | 0 | 0 | 3 | 3:11  | 0:6  |
| 7.     | SC Reunion 1901 Chemnitz   | 5    | 0 | 0 | 5 | 7:24  | 0:10 |

|  | Kampioen, geplaatst voor Midden-Duitse eindronde |